# Jaylin Williams
Jaylin Michael Williams (Fort Smith, 29 juni 2002) is een Amerikaans basketballer die sinds 2022 als power forward of center uitkomt voor de Oklahoma City Thunder.

## Carrière
Williams speelde van 2020 tot 2022 collegebasketbal voor de Arkansas Razorbacks.  Hij stelde zich in 2022 beschikbaar voor de NBA draft en werd als 34e in de tweede ronde gekozen door de Oklahoma City Thunder. Williams was hiermee de eerste speler van Vietnamese afkomst die in de NBA draft werd gekozen. Williams speelde voor de Oklahoma City Thunder in de NBA Summer League waarna hij op 19 juli 2022 een contract tekende bij OKC. Op 23 oktober 2022 maakte Williams zijn debuut in de NBA tijdens een wedstrijd van Oklahoma tegen de Minnesota Timberwolves. In zijn rookie-seizoen kreeg Williams speelminuten in 49 wedstrijden waarvan 36 als startspeler. Verder werd hij éénmalig uitgeleend aan de Oklahoma City Blue, het geaffilieerde team van OKC in de NBA G League. Hij sloot zijn seizoen af met een gemiddelde van 5,9 punten en 4,9 rebounds per wedstrijd.
In oktober 2024 liep Williams een blessure op aan de rechter hamstrings. Op 23 december 2024 maakte Williams zijn rentree. Oklahoma sloot het reguliere seizoen 2024/25 af als beste ploeg met 68 overwinningen. In de playoffs was Williams met Oklahoma achtereenvolgens te sterk voor de Memphis Grizzlies en de Denver Nuggets. In de finale van de Western conference won Oklahoma met 4-1 van de Minnesota Timberwolves zodat Williams met Oklahoma in de NBA Finale mocht spelen tegen de Indiana Pacers. In deze NBA Finale was Oklahoma in 7 wedstrijden de betere van Indiana, waardoor Williams een eerste NBA-titel op zijn palmares mocht bijschrijven. Op 29 juni 2025 tekende Williams een nieuw langlopend contract bij de Oklahoma City Thunder.

## Erelijst
- NBA-kampioen: 2025

## Statistieken
| Legenda | Legenda                | Legenda | Legenda                 | Legenda | Legenda               |
| ------- | ---------------------- | ------- | ----------------------- | ------- | --------------------- |
| WG      | Wedstrijden gespeeld   | WS      | Wedstrijden als starter | MPW     | Minuten per wedstrijd |
| FG%     | Fieldgoal-percentage   | 3P%     | Drie-punterpercentage   | VW%     | Vrije-worppercentage  |
| RPW     | Rebounds per wedstrijd | APW     | Assists per wedstrijd   | SPW     | Steals per wedstrijd  |
| BPW     | Blocks per wedstrijd   | PPW     | Punten per wedstrijd    | Vet     | Hoogste in carrière   |

### Regulier seizoen
| Seizoen  | Team                  | WG  | WS | MPW  | FG%  | 3P%  | FW%  | RPW | APW | SPW | BPW | PPW |
| -------- | --------------------- | --- | -- | ---- | ---- | ---- | ---- | --- | --- | --- | --- | --- |
| 2022/23  | Oklahoma City Thunder | 49  | 36 | 18,7 | 43,6 | 40,7 | 70,4 | 4,9 | 1,6 | 0,6 | 0,2 | 5,9 |
| 2023/24  | Oklahoma City Thunder | 69  | 1  | 13,0 | 41,7 | 36,8 | 80,5 | 3,4 | 1,6 | 0,4 | 0,4 | 4,0 |
| 2024/25  | Oklahoma City Thunder | 47  | 9  | 16,7 | 43,9 | 39,9 | 76,7 | 5,6 | 2,6 | 0,5 | 0,6 | 5,9 |
| Carrière | Carrière              | 165 | 46 | 15,7 | 43,0 | 39,0 | 75,2 | 4,5 | 1,9 | 0,5 | 0,4 | 5,1 |

### Playoffs
| Seizoen  | Team                  | WG | WS | MPW  | FG%   | 3P%  | FW%  | RPW | APW | SPW | BPW | PPW |
| -------- | --------------------- | -- | -- | ---- | ----- | ---- | ---- | --- | --- | --- | --- | --- |
| 2023/24  | Oklahoma City Thunder | 10 | 0  | 12,7 | 48,55 | 40,9 | 75,0 | 3,2 | 1,5 | 0,4 | 0,3 | 4,4 |
| 2024/25  | Oklahoma City Thunder | 17 | 0  | 8,3  | 42,9  | 36,0 | 54,5 | 1,9 | 1,0 | 0,5 | 0,1 | 2,6 |
| Carrière | Carrière              | 27 | 0  | 9,9  | 45,6  | 38,3 | 60,0 | 2,4 | 1,2 | 0,4 | 0,2 | 3,3 |

2 Gilgeous-Alexander · 
3 Jones · 
5 Dort · 
6 Jay. Williams · 
7 Holmgren · 
8 Jal. Williams · 
9 Caruso · 
11 Joe · 
13 Dieng · 
14 Flagler · 
15 Carlson · 
21 Wiggins · 
22 Wallace · 
25 Mitchell · 
34 K. Williams · 
55 Hartenstein · 
88 Ducas · 
Coach Daigneault